# Chef de l'opposition (Australie)
Pour les articles homonymes, voir Chef de l'opposition.

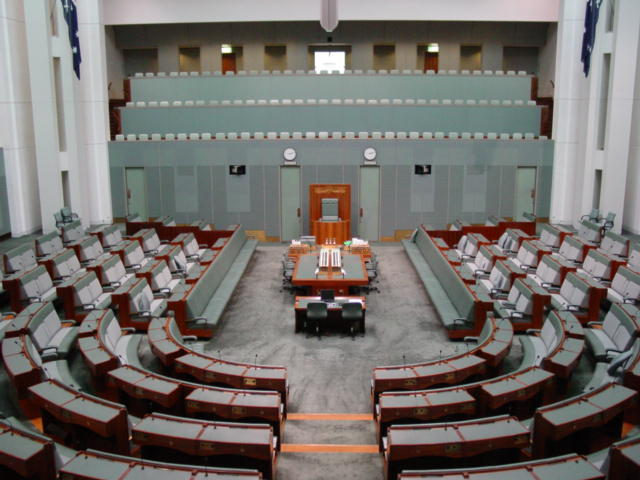
À la Chambre des représentants, le chef de l'opposition siège devant la table centrale à gauche du président (à droite).

Le tableau ci-dessous donne la liste des chefs de l'opposition australienne.

## Description
Le chef de l'opposition est un député siégeant à la Chambre des représentants d'Australie. Le poste est généralement tenu par le chef du parti qui a le plus de sièges mais ne fait pas partie du gouvernement.

### Chef de l'opposition
Quand il siège au Parlement, le chef de l'opposition se trouve devant la table centrale, sur la gauche du speaker, en face du Premier ministre. Le Premier ministre est habituellement le chef du parti, ou coalition de partis, qui a le plus de sièges au Parlement, et est donc le chef du gouvernement. Le chef de l'opposition est élu par le parti d'opposition conformément à ses règles. Un nouveau chef de l'opposition peut être élu lorsque le titulaire décède, démissionne ou est contesté pour son leadership.

### Opposition officielle
Le Commonwealth d'Australie est une monarchie constitutionnelle avec un système parlementaire basé sur le modèle de Westminster. Le mot opposition a une signification spécifique au sens parlementaire, dans son titre officiel d' « opposition loyale de Sa Majesté ». C'est un élément important du système de Westminster : l'opposition dirige ses critiques contre le gouvernement et essaie de le vaincre et de remplacer le gouvernement. L'opposition est donc le « gouvernement en attente » et il fait officiellement partie du système parlementaire, tout comme l'est le gouvernement. Il est dans l'opposition au gouvernement, mais pas à la Couronne, d'où le terme « opposition loyale ».

## Liste des chefs de l'opposition
| Chef             | Portrait             | Parti                        | Parti            | Circonscription                                                             | Prise de fonction     | Fin de fonction   | Premier ministre | Premier ministre    |
| ---------------- | -------------------- | ---------------------------- | ---------------- | --------------------------------------------------------------------------- | --------------------- | ----------------- | ---------------- | ------------------- |
| George Reid      |                      |                              | Free Trade Party | Sydney Est (N.-Galles du Sud)                                               | 19 mai 1901           | 17 août 1904      |                  | Barton (1901-1903)  |
| George Reid      | Deakin (1903-1904)   |                              | Free Trade Party | Sydney Est (N.-Galles du Sud)                                               | 19 mai 1901           | 17 août 1904      |                  |                     |
| George Reid      | Watson (1904)        |                              | Free Trade Party | Sydney Est (N.-Galles du Sud)                                               | 19 mai 1901           | 17 août 1904      |                  |                     |
| Chris Watson     |                      |                              | Travailliste     | Bland (N.-Galles du Sud)                                                    | 18 août 1904          | 5 juillet 1905    |                  | Reid (1904-1905)    |
| George Reid      |                      |                              | Free Trade Party | Sydney Est (N.-Galles du Sud)                                               | 7 juillet 1905        | 16 novembre 1908  |                  | Deakin (1905-1908)  |
| George Reid      | Anti-Socialiste      |                              |                  | Sydney Est (N.-Galles du Sud)                                               | 7 juillet 1905        | 16 novembre 1908  |                  | Deakin (1905-1908)  |
| George Reid      | Fisher (1908-1909)   |                              |                  | Sydney Est (N.-Galles du Sud)                                               | 7 juillet 1905        | 16 novembre 1908  |                  |                     |
| Joseph Cook      |                      |                              | Anti-Socialiste  | Parramatta (N.-Galles du Sud)                                               | 17 novembre 1908      | 26 mai 1909       |                  |                     |
| Alfred Deakin    |                      |                              | Commonwealth     | Ballarat (Victoria)                                                         | 26 mai 1909           | 2 juin 1909       |                  |                     |
| Andrew Fisher    |                      |                              | Travailliste     | Wide Bay (Queensland)                                                       | 2 juin 1909           | 29 avril 1910     |                  | Deakin (1909)       |
| Alfred Deakin    |                      |                              | Commonwealth     | Ballarat (Victoria)                                                         | 1er juillet 1910      | 20 janvier 1913   |                  | Fisher (1910-1913)  |
| Joseph Cook      |                      |                              | Commonwealth     | Parramatta (N.-Galles du Sud)                                               | 20 janvier 1913       | 24 juin 1913      |                  | Fisher (1910-1913)  |
| Andrew Fisher    |                      |                              | Travailliste     | Wide Bay (Queensland)                                                       | 8 juillet 1913        | 17 septembre 1914 |                  | Cook (1913-1914)    |
| Joseph Cook      |                      |                              | Commonwealth     | Parramatta (N.-Galles du Sud)                                               | 8 octobre 1914        | 17 février 1916   |                  | Fisher (1914-1915)  |
| Joseph Cook      | Hughes (1915-1923)   |                              | Commonwealth     | Parramatta (N.-Galles du Sud)                                               | 8 octobre 1914        | 17 février 1916   |                  |                     |
| Joseph Cook      |                      |                              | Commonwealth     | Parramatta (N.-Galles du Sud)                                               | 8 octobre 1914        | 17 février 1916   |                  |                     |
| Joseph Cook      |                      |                              | Commonwealth     | Parramatta (N.-Galles du Sud)                                               | 8 octobre 1914        | 17 février 1916   |                  |                     |
| Frank Tudor      |                      |                              | Travailliste     | Yarra (Victoria)                                                            | 1er novembre 1916     | 10 janvier 1922   |                  |                     |
| Matthew Charlton |                      |                              | Travailliste     | Hunter (N.-Galles du Sud)                                                   | 10 janvier 1922       | 29 mars 1928      |                  |                     |
| Matthew Charlton | Bruce (1923-1929)    |                              | Travailliste     | Hunter (N.-Galles du Sud)                                                   | 10 janvier 1922       | 29 mars 1928      |                  |                     |
| James Scullin    |                      |                              | Travailliste     | Yarra (Victoria)                                                            | 29 mars 1928          | 22 octobre 1929   |                  |                     |
| John Latham      |                      |                              | Nationaliste     | Kooyong (Victoria)                                                          | 20 novembre 1929      | 7 mai 1931        |                  | Scullin (1929-1932) |
| Joseph Lyons     |                      |                              | United Australia | Wilmot (Tasmanie)                                                           | 7 mai 1931            | 6 janvier 1932    |                  | Scullin (1929-1932) |
| James Scullin    |                      |                              | Travailliste     | Yarra (Victoria)                                                            | 7 janvier 1932        | 1er octobre 1935  |                  | Lyons (1932-1939)   |
| John Curtin      |                      |                              | Travailliste     | Fremantle (Australie-Occile)                                                | 1er octobre 1935      | 7 octobre 1941    |                  | Lyons (1932-1939)   |
| John Curtin      | Page (1939)          |                              | Travailliste     | Fremantle (Australie-Occile)                                                | 1er octobre 1935      | 7 octobre 1941    |                  |                     |
| John Curtin      | Menzies (1939-1941)  |                              | Travailliste     | Fremantle (Australie-Occile)                                                | 1er octobre 1935      | 7 octobre 1941    |                  |                     |
| John Curtin      | Fadden (1941)        |                              | Travailliste     | Fremantle (Australie-Occile)                                                | 1er octobre 1935      | 7 octobre 1941    |                  |                     |
| Arthur Fadden    |                      |                              | Country          | Darling Downs (Queensland)                                                  | 7 octobre 1941        | 23 septembre 1943 |                  | Curtin (1941-1945)  |
| Robert Menzies   |                      |                              | United Australia | Kooyong (Victoria)                                                          | 23 septembre 1943     | 19 décembre 1949  |                  | Curtin (1941-1945)  |
| Robert Menzies   |                      | Libéral                      |                  | Kooyong (Victoria)                                                          | 23 septembre 1943     | 19 décembre 1949  | Forde (1945)     |                     |
| Robert Menzies   | Chifley (1945-1949)  | Libéral                      |                  | Kooyong (Victoria)                                                          | 23 septembre 1943     | 19 décembre 1949  |                  |                     |
| Ben Chifley      |                      |                              | Travailliste     | Macquarie (N.-Galles du Sud)                                                | 19 décembre 1949      | 20 juin 1951      |                  | Menzies (1949-1966) |
| Herbert Evatt    |                      |                              | Travailliste     | Barton (N.-Galles du Sud) (1940-1958) Hunter (N.-Galles du Sud) (1958-1960) | 20 juin 1951          | 9 février 1960    |                  | Menzies (1949-1966) |
| Arthur Calwell   |                      |                              | Travailliste     | Melbourne (Victoria)                                                        | 7 mars 1960           | 8 février 1967    |                  | Menzies (1949-1966) |
| Arthur Calwell   | Holt (1966-1967)     |                              | Travailliste     | Melbourne (Victoria)                                                        | 7 mars 1960           | 8 février 1967    |                  |                     |
| Gough Whitlam    |                      |                              | Travailliste     | Werriwa (N.-Galles du Sud)                                                  | 8 février 1967        | 2 décembre 1972   |                  |                     |
| Gough Whitlam    | McEwen (1967-1968)   |                              | Travailliste     | Werriwa (N.-Galles du Sud)                                                  | 8 février 1967        | 2 décembre 1972   |                  |                     |
| Gough Whitlam    | Gorton (1968-1971)   |                              | Travailliste     | Werriwa (N.-Galles du Sud)                                                  | 8 février 1967        | 2 décembre 1972   |                  |                     |
| Gough Whitlam    | McMahon (1971-1972)  |                              | Travailliste     | Werriwa (N.-Galles du Sud)                                                  | 8 février 1967        | 2 décembre 1972   |                  |                     |
| Billy Snedden    |                      |                              | Libéral          | Bruce (Victoria)                                                            | 2 décembre 1972       | 21 mars 1975      |                  | Whitlam (1972-1975) |
| Malcolm Fraser   |                      |                              | Libéral          | Wannon (Victoria)                                                           | 21 mars 1975          | 11 novembre 1975  |                  | Whitlam (1972-1975) |
| Gough Whitlam    |                      |                              | Travailliste     | Werriwa (N.-Galles du Sud)                                                  | 11 novembre 1975      | 22 décembre 1977  |                  | Fraser (1975-1983)  |
| Bill Hayden      |                      |                              | Travailliste     | Oxley (Queensland)                                                          | 22 décembre 1977      | 3 février 1983    |                  | Fraser (1975-1983)  |
| Bob Hawke        |                      |                              | Travailliste     | Wills (Victoria)                                                            | 3 février 1983        | 11 mars 1983      |                  | Fraser (1975-1983)  |
| Andrew Peacock   |                      |                              | Libéral          | Kooyong (Victoria)                                                          | 11 mars 1983          | 5 septembre 1985  |                  | Hawke (1983-1991)   |
| John Howard      |                      |                              | Libéral          | Bennelong (N.-Galles du Sud)                                                | 5 septembre 1985      | 9 mai 1989        |                  | Hawke (1983-1991)   |
| Andrew Peacock   |                      |                              | Libéral          | Kooyong (Victoria)                                                          | 9 mai 1989            | 3 avril 1990      |                  | Hawke (1983-1991)   |
| John Hewson      |                      |                              | Libéral          | Wentworth (N.-Galles du Sud)                                                | 3 avril 1990          | 23 mai 1994       |                  | Hawke (1983-1991)   |
| John Hewson      | Keating (1991-1996)  |                              | Libéral          | Wentworth (N.-Galles du Sud)                                                | 3 avril 1990          | 23 mai 1994       |                  |                     |
| Alexander Downer |                      |                              | Libéral          | Mayo (Australie-Mérile)                                                     | 23 mai 1994           | 30 janvier 1995   |                  |                     |
| John Howard      |                      |                              | Libéral          | Bennelong (N.-Galles du Sud)                                                | 30 janvier 1995       | 11 mars 1996      |                  |                     |
| Kim Beazley      |                      |                              | Travailliste     | Brand (Australie-Occle)                                                     | 19 mars 1996          | 11 novembre 2001  |                  | Howard (1996-2007)  |
| Simon Crean      |                      |                              | Travailliste     | Hotham (Victoria)                                                           | 11 novembre 2001      | 2 décembre 2003   |                  | Howard (1996-2007)  |
| Mark Latham      |                      |                              | Travailliste     | Werriwa (N.-Galles du Sud)                                                  | 2 décembre 2003       | 18 janvier 2005   |                  | Howard (1996-2007)  |
| Kim Beazley      |                      |                              | Travailliste     | Brand (Australie-Occile)                                                    | 28 janvier 2005       | 4 décembre 2006   |                  | Howard (1996-2007)  |
| Kevin Rudd       |                      |                              | Travailliste     | Griffith (Queensland)                                                       | 4 décembre 2006       | 3 décembre 2007   |                  | Howard (1996-2007)  |
| Brendan Nelson   |                      |                              | Libéral          | Bradfield (N.-Galles du Sud)                                                | 3 décembre 2007       | 16 septembre 2008 |                  | Rudd (2007-2010)    |
| Malcolm Turnbull |                      |                              | Libéral          | Wentworth (N.-Galles du Sud)                                                | 16 septembre 2008     | 1er décembre 2009 |                  | Rudd (2007-2010)    |
| Tony Abbott      |                      |                              | Libéral          | Warringah (N.-Galles du Sud)                                                | 1er décembre 2009     | 18 septembre 2013 |                  | Rudd (2007-2010)    |
| Tony Abbott      | Gillard (2010-2013)  |                              | Libéral          | Warringah (N.-Galles du Sud)                                                | 1er décembre 2009     | 18 septembre 2013 |                  |                     |
| Tony Abbott      | Rudd (2013)          |                              | Libéral          | Warringah (N.-Galles du Sud)                                                | 1er décembre 2009     | 18 septembre 2013 |                  |                     |
| Chris Bowen a.i. |                      |                              | Travailliste     | McMahon (N.-Galles du Sud)                                                  | 18 septembre 2013     | 13 octobre 2013   |                  | Abbott (2013-2015)  |
| Bill Shorten     |                      | Maribyrnong (Victoria)       | Travailliste     | 13 octobre 2013                                                             | 30 mai 2019           |                   |                  | Abbott (2013-2015)  |
| Bill Shorten     | Turnbull (2015-2018) | Maribyrnong (Victoria)       | Travailliste     | 13 octobre 2013                                                             | 30 mai 2019           |                   |                  |                     |
| Bill Shorten     | Morrison (2018-2022) | Maribyrnong (Victoria)       | Travailliste     | 13 octobre 2013                                                             | 30 mai 2019           |                   |                  |                     |
| Anthony Albanese |                      | Grayndler (N.-Galles du Sud) | Travailliste     | 30 mai 2019                                                                 | 23 mai 2022           |                   |                  |                     |
| Peter Dutton     |                      |                              | Libéral          | Dickson (N.-Galles du Sud)                                                  | 30 mai 2022           | 3 mai 2025        |                  | Albanese (2022-)    |
| Sussan Ley       |                      |                              | Libéral          | Farrer (N.-Galles du Sud)                                                   | depuis le 13 mai 2025 |                   |                  | Albanese (2022-)    |